# Glogovița, Pernik
Glogovița (în bulgară Глоговица) este un sat în comuna Trăn, regiunea Pernik,  Bulgaria. 

## Demografie
Componența etnică a satului Glogovița
     Bulgari (100%)
     Nicio identificare (0%)
     Altele (0%)
La recensământul din 2011, populația satului Glogovița era de 87 locuitori. Din punct de vedere etnic, toți locuitorii erau bulgari.